# 错呐错
错呐错（藏語：མཚོ་ནག，威利转写：mtsho nag，THL：Tso Nak，藏语意为“黑湖”）也作茶里错，位于中国西藏自治区阿里地区革吉县境内，地处革吉县东南部，亚热乡政府驻地以北7公里。湖面海拔4796米，面积51.7平方公里。湖滨地势平坦开阔。湖区年均气温0～2℃，年均降水量150～200毫米。湖水主要依靠地表径流补给，集水区面积800.3平方公里，补给系数15.5，以南岸入湖的托青河最大。